# Ратари

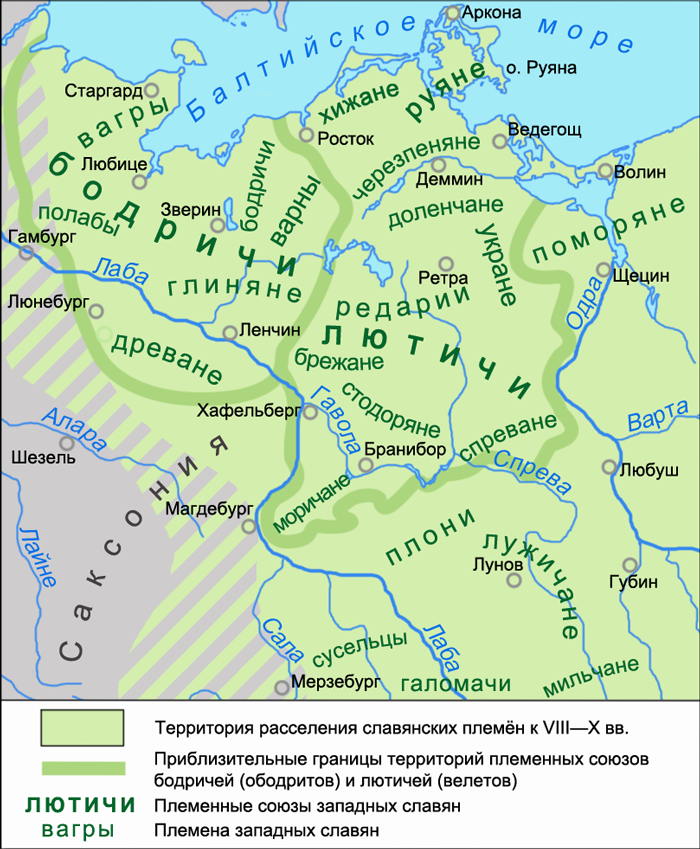
Ратари на карті

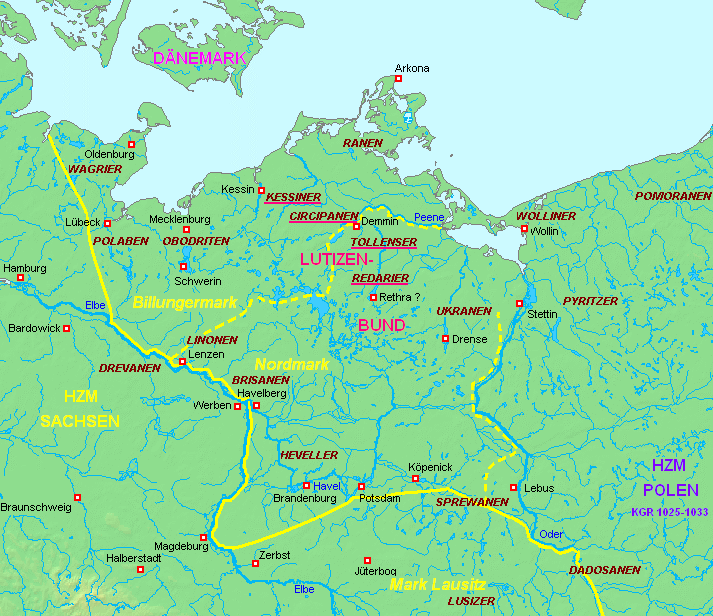
Ратари

Ратари, ратарії, ротарії, редарії, родарії, ретарії (в.-луж. Redarojo; лат. redarii; пол. Redarowie, Ratarowie; нім. Redarier, Redaner) — назва західнослов'янського племені, що жило на південь від річки Пени, яка впадає в Одру біля самого її гирла та верхів'ями ріки Гавели. Назву введено в літературу Шафариком. За даними середньовічних хроністів їхньою столицею було місто Ретра зі святилищем Радегаста (вірували у Сварожича). Входили вони у племінний союз лютичів і були частиною племені укрів. В IX — на початку X віку лютичі керувалися князем ратарів, пізніше — сходом знаті всіх племен лютичів в Ретрі У VI ст. ратари поселились разом з ободритами там, де сучасний Мекленбург. Вели війни з сакським королем Генріхом I Птахоловом. В 929 році ратари і глиняни виступили в битві під містом Лучин проти саксів і зазнали поразки. У 936 р. відбулося сакське вторгнення на територію ратарів на чолі з Оттоном I Великим. Навернулися у християнство в 983 році. Були завойовані Генріхом XII герцогом Баварії та Саксонії близько 1160 року. Після чого втрачаються всі їхні сліди. Про їх існування згадує Відукінд Корвейський. За часів Генріха II Святого їх місце розташування нанесене на карту.
У 1127 р. північна частина землі з містом ратарів Димін потрапила під владу померанів, і відтоді стала частиною герцогства Західнопоморського (пол. Księstwo Zachodniopomorskie). А південні землі ратарів були завойовані в 1127–1170 роках Північною Маркою (пізніше Бранденбург), коли герцог Померанії Казімєж передав землі гавельберському костелу.

## Джерело
- Коментар до Слов'янської хроніки Гельмольда [Архівовано 26 серпня 2011 у WebCite] // ГЕЛЬМОЛЬД, «СЛАВЯНСКАЯ ХРОНИКА» (CHRONICA SLAVORUM) (рос.)
- Lutz Mohr: Die Schlacht bei Lenzen 929. Deutsche gegen Slawen.
- Herrmann J. Die Slawen in Deutschland. B., 1970
- Lübke Ch. Powstanie i istota Zwiᶐzku Luciców // Chrześcijańskie korzenie / Red. S. Sterna-Wachowiak. Poznań, 1997
- © Большая Российская Энциклопедия (БРЭ)